# Correns
Correns [kɔʁɑ̃s] est une commune française située en Pays de la Provence verte dans le département du Var, en région Provence-Alpes-Côte d'Azur.

## Géographie

### Localisation
Correns est située dans le centre du Var au nord de Brignoles, à l'entrée des gorges de la Bagarède et du Vallon Sourn, sur les rives de l'Argens.

### Hydrographie et eaux souterraines
Cours d'eau traversant la commune :
- le fleuve Argens ;
- les ruisseaux de Saint Andrieu, de Vallongue, de Correns.

### Géologie et relief
Du point de vue de la topographie, la commune de Correns est constituée d’un ensemble de plateaux et collines (dont les altitudes varient de 258 à 542 m), traversé par le cours d’eau de l’Argens. Le village, implanté en bordure de ce cours d’eau, se localise au centre de la commune.
76 % du territoire de la commune de Correns est recouvert par la forêt.

### Climat
Pour des articles plus généraux, voir Climat de Provence-Alpes-Côte d'Azur et Climat du Var.
En 2010, le climat de la commune est de type climat méditerranéen franc, selon une étude du Centre national de la recherche scientifique s'appuyant sur une série de données couvrant la période 1971-2000. En 2020, Météo-France publie une typologie des climats de la France métropolitaine dans laquelle la commune est exposée à un climat méditerranéen et est dans la région climatique  Provence, Languedoc-Roussillon, caractérisée par une pluviométrie faible en été, un très bon ensoleillement (2 600 h/an), un été chaud (21,5 °C), un air très sec en été, sec en toutes saisons, des vents forts (fréquence de 40 à 50 % de vents > 5 m/s) et peu de brouillards. 
Pour la période 1971-2000, la température annuelle moyenne est de 14 °C, avec une amplitude thermique annuelle de 16,4 °C. Le cumul annuel moyen de précipitations est de 835 mm, avec 6,4 jours de précipitations en janvier et 2,3 jours en juillet. Pour la période 1991-2020, la température moyenne annuelle observée sur la station météorologique de Météo-France la plus proche, « Montfort-sur-Argens_sapc », sur la commune de Montfort-sur-Argens à 4 km à vol d'oiseau, est de 14,7 °C et le cumul annuel moyen de précipitations est de 789,3 mm. 
La température maximale relevée sur cette station est de 42,5 °C, atteinte le 28 juin 2019 ; la température minimale est de −11 °C, atteinte le 8 janvier 1985,,. 
Les paramètres climatiques de la commune ont été estimés pour le milieu du siècle (2041-2070) selon différents scénarios d'émission de gaz à effet de serre à partir des nouvelles projections climatiques de référence DRIAS-2020. Ils sont consultables sur un site dédié publié par Météo-France en novembre 2022.

### Sismicité
Commune située dans une zone de sismicité faible,.

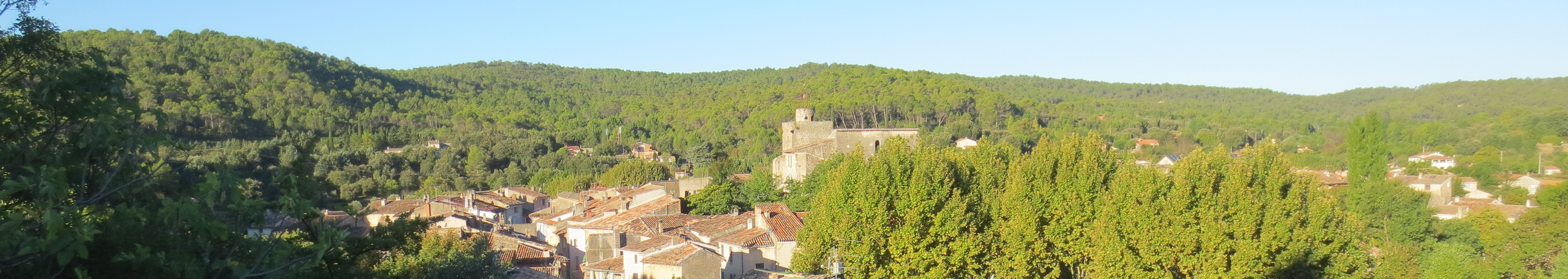
Vue panoramique de Correns.

### Intercommunalité
Commune membre de la Communauté d'agglomération de la Provence Verte.

## Urbanisme

### Typologie
Au 1er janvier 2024, Correns est catégorisée bourg rural, selon la nouvelle grille communale de densité à sept niveaux définie par l'Insee en 2022.
Elle est située hors unité urbaine. Par ailleurs la commune fait partie de l'aire d'attraction de Brignoles, dont elle est une commune de la couronne,. Cette aire, qui regroupe 10 communes, est catégorisée dans les aires de moins de 50 000 habitants,.

### Occupation des sols
L'occupation des sols de la commune, telle qu'elle ressort de la base de données européenne d’occupation biophysique des sols Corine Land Cover (CLC), est marquée par l'importance des forêts et milieux semi-naturels (79,5 % en 2018), une proportion sensiblement équivalente à celle de 1990 (79,6 %). La répartition détaillée en 2018 est la suivante : 
forêts (62,5 %), cultures permanentes (19,1 %), milieux à végétation arbustive et/ou herbacée (11,5 %), espaces ouverts, sans ou avec peu de végétation (5,5 %), zones industrielles ou commerciales et réseaux de communication (0,7 %), zones agricoles hétérogènes (0,7 %). L'évolution de l’occupation des sols de la commune et de ses infrastructures peut être observée sur les différentes représentations cartographiques du territoire : la carte de Cassini (XVIIIe siècle), la carte d'état-major (1820-1866) et les cartes ou photos aériennes de l'IGN pour la période actuelle (1950 à aujourd'hui).

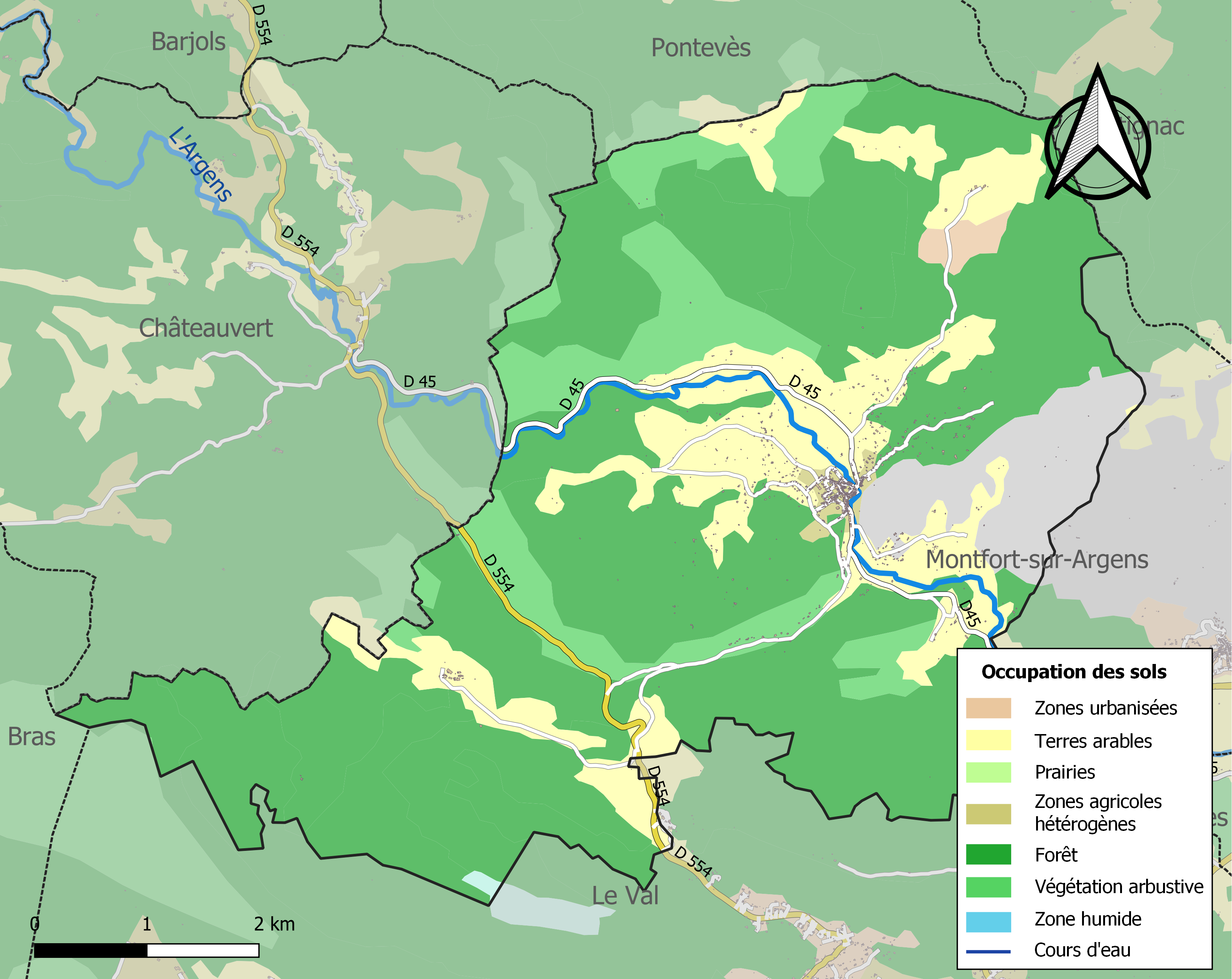
Carte des infrastructures et de l'occupation des sols de la commune en 2018 (CLC).

## Toponymie
Attestée sous la forme Correno en 920.
L'étymologie la plus vraisemblable fait appel à la racine oronymique pré-indo-européenne kor une des variantes connues de kar (« pierre, rocher ») peut-être accompagnée ici du suffixe ligure -inc. Le village est dans un défilé aux parois abruptes.

## Histoire

### Blason
Description : D'argent aux trois huchets d'azur.

### Préhistoire
- Quelques vestiges découverts dans l'abri de Sous-Ville témoignent de l'occupation du site depuis la Préhistoire.
- La butte qui domine l'Argens fut sans nul doute occupée à l'époque pré-romaine par un oppidum transformé en citadelle à l'époque gallo-romaine.

### Du temps des Romains
- Quelques villae s'établissent à Saint-Marc et à Sous-Ville. La première agglomération médiévale s'installe au Xe siècle au pied du fort Gibron, ancienne résidence des abbés de Montmajour.

### Moyen Âge
- À la suite d'une donation intervenue en l'année 920, Correns dépend de la puissante abbaye de Montmajour-les-Arles.
- En 1011, Edelbergt de Châteaurenard et sa femme Mathilde fondent à Correns une nouvelle abbaye pour femmes.

Le pape Serge IV accorda la même année des indulgences particulières à ceux qui assisteraient à la consécration de Notre-Dame de Correns, reprenant la tradition instaurée en 972 lors de la consécration de la première église. Depuis cette date, tous les vendredis 3 mai, Correns fête son « Pardon ». À l'origine partielle, cette indulgence (catholicisme) devint plénière au XVIIe siècle, en vertu d'une bulle pontificale d'Urbain VII. Les péchés sont pardonnés à tous les fidèles qui pénètrent dans l'église par la « porte du Pardon », ouverte le 3 mai par l'évêque de Toulon.
Les cérémonies commencent la veille à 2 heures de l'après-midi et se terminent le lendemain de la fête à la même heure.
La mort de la reine Jeanne Ire ouvre une crise de succession à la tête du comté de Provence, les villes de l'Union d'Aix (1382-1387) soutenant Charles de Duras contre Louis Ier d'Anjou. La communauté de Correns soutient les Duras jusqu’en 1386, puis change de camp pour rejoindre les Angevins grâce aux négociations patientes de Marie de Blois, veuve de Louis Ier et régente de leur fils Louis II. La reddition d'Aix a également pu jouer un rôle dans la volte-face de la communauté.

### Temps modernes
Pendant les guerres de Religion, le chef protestant La Burlière s'était réfugié à Correns après avoir ravagé les terres du baron Humbert de Vins à Brignoles. À la tête de ses troupes, Hubert de Garde de Vins attaqua en 1578 Correns qui n'avait pas de remparts. La Burlière et ses hommes s'enfuirent pendant la nuit, mais ils furent rattrapés au moment où ils traversaient la forêt de châtaigniers : 400 protestants périrent dans la bataille.
En 1613, alors que la commune ne comptait que 1 000 habitants, 53 235 fidèles vinrent en procession de toute la Provence, confesser leurs péchés aux 500 prêtres prévus pour l'occasion.
De là vient le proverbe provençal « C'est le pardon de Correns » pour désigner de grands rassemblements populaires.

## Politique et administration

### Liste des maires
| Période                                  | Période      | Identité      | Étiquette | Qualité |
| ---------------------------------------- | ------------ | ------------- | --------- | ------- |
| Les données manquantes sont à compléter. |              |               |           |         |
| 1971                                     | juin 1995    | Louis Soldner |           |         |
| juin 1995                                | 28 juin 2020 | Michaël Latz  | PS        |         |
| 28 juin 2020                             | en cours     | Nicole Rullan |           |         |

### Politique de développement durable
La commune a engagé dans une politique de développement durable en lançant une démarche d'Agenda 21.

## Budget et fiscalité
Les comptes 2010 à 2019 de la commune s’établissent comme suit, : 
| Postes                                           | 2010    | 2011    | 2012    | 2013    | 2014    | 2015    | 2016    | 2017    | 2018    | 2019    |
| ------------------------------------------------ | ------- | ------- | ------- | ------- | ------- | ------- | ------- | ------- | ------- | ------- |
| Produits de fonctionnement                       | 1 648 € | 1 080 € | 1 343 € | 1 154 € | 1 035 € | 1 076 € | 1 106 € | 1 129 € | 1 140 € | 1 170 € |
| Charges de fonctionnement                        | 1 628 € | 975 €   | 1 028 € | 1 051 € | 1 043 € | 1 019 € | 1 033 € | 1 072 € | 1 075 € | 1 078 € |
| Ressources d’investissement                      | 2 138 € | 758 €   | 399 €   | 835 €   | 435 €   | 438 €   | 468 €   | 1 011 € | 583 €   | 577 €   |
| Emplois d’investissement                         | 2 003 € | 1 444 € | 627 €   | 564 €   | 422 €   | 421 €   | 540 €   | 569 €   | 960 €   | 806 €   |
| Dette                                            | 1 604 € | 894 €   | 809 €   | 752 €   | 778 €   | 755 €   | 845 €   | 1 432 € | 1 533 € | 1 262 € |
| Source : Ministère de l’Économie et des Finances |         |         |         |         |         |         |         |         |         |         |

Fiscalité 2019
- Taux d’imposition taxe d’habitation : 13,61 %
- Taxe foncière sur propriétés bâties : 22,23 %
- Taxe foncière sur les propriétés non bâties : 75,13 %
- Taxe additionnelle à la taxe foncière sur les propriétés non bâties : 0 %
- Cotisation foncière des entreprises : 0 %
- Montant total des dettes dues par la commune : 1 262 000 euros. Population légale : 915 habitants, soit 1380 euros par habitant.

Chiffres clés Revenus et pauvreté des ménages en 2017 : médiane en 2017 du revenu disponible, par unité de consommation : 17 990 €.

## Population et société

### Démographie

#### Évolution démographique
L'évolution du nombre d'habitants est connue à travers les recensements de la population effectués dans la commune depuis 1793. Pour les communes de moins de 10 000 habitants, une enquête de recensement portant sur toute la population est réalisée tous les cinq ans, les populations de référence des années intermédiaires étant quant à elles estimées par interpolation ou extrapolation. Pour la commune, le premier recensement exhaustif entrant dans le cadre du nouveau dispositif a été réalisé en 2006.

En 2022, la commune comptait 891 habitants, en évolution de −1,55 % par rapport à 2016 (Var : +4,98 %, France hors Mayotte : +2,11 %).
| 1793  | 1800  | 1806  | 1821  | 1831  | 1836  | 1841  | 1846  | 1851  |
| ----- | ----- | ----- | ----- | ----- | ----- | ----- | ----- | ----- |
| 1 500 | 1 569 | 1 485 | 1 533 | 1 514 | 1 516 | 1 511 | 1 314 | 1 335 |

| 1856  | 1861  | 1866  | 1872  | 1876  | 1881  | 1886 | 1891 | 1896 |
| ----- | ----- | ----- | ----- | ----- | ----- | ---- | ---- | ---- |
| 1 528 | 1 289 | 1 153 | 1 124 | 1 083 | 1 008 | 895  | 808  | 782  |

| 1901 | 1906 | 1911 | 1921 | 1926 | 1931 | 1936 | 1946 | 1954 |
| ---- | ---- | ---- | ---- | ---- | ---- | ---- | ---- | ---- |
| 770  | 652  | 653  | 577  | 608  | 625  | 582  | 472  | 515  |

| 1962 | 1968 | 1975 | 1982 | 1990 | 1999 | 2006 | 2011 | 2016 |
| ---- | ---- | ---- | ---- | ---- | ---- | ---- | ---- | ---- |
| 472  | 462  | 414  | 521  | 569  | 661  | 793  | 867  | 905  |

| 2021 | 2022 | - | - | - | - | - | - | - |
| ---- | ---- | - | - | - | - | - | - | - |
| 897  | 891  | - | - | - | - | - | - | - |

### Enseignement
Établissements d'enseignements :
- école maternelle ;
- école primaire ;
- collèges à Brignoles ;
- lycées à Brignoles.

### Santé
Professionnels et établissements de santé,:
- médecins à Le Val, Cotignac, Carcès, Barjols ;
- pharmacies à Le Val, Cotignac, Carcès, Barjols ;
- hôpitaux à Brignoles.

### Cultes
- Culte catholique, Paroisse Saint-Germain, Diocèse de Fréjus-Toulon[33].

## Économie

### Entreprises et commerces

#### Agriculture
- L’agriculture biologique est très développée sur la commune[34]. On y compte un apiculteur, deux aviculteurs, un fromager, un maraicher, deux oléiculteurs, quatre viticulteurs labellisés « bio »[35]. La commune a choisi comme slogan : CORRENS « 1er Village BIO de France ». La viticulture garde la place principale dans les productions.
- Coopérative vinicole dite Société coopérative agricole[36],[37], moulin à huile, puis coopérative agricole (coopérative oléicole)[38].

#### Tourisme
- Auberge, Hôtel & Restaurant en Provence Verte[39].
- Gîtes ruraux et chambres d'hôtes.
- Grande Foire bio chaque année le 3e week-end du mois d'août dans le village.

#### Commerces
- Commerces et services de proximité[40], et même une épicerie spécialisée[41].

## Lieux et monuments
Patrimoine religieux :
- Église paroissiale Notre-Dame[42] : dans la nuit du 5 mai 1734, l'église s'écroula et fut reconstruite par Jean Pomet et Jean-Baptiste Franque, architectes avignonnais. Les travaux commencés en 1734 furent terminés en 1741. Le pape Clément XII autorisa pour la nouvelle église le transfert des indulgences accordées à l'ancienne. L'église est constituée d'une nef centrale à trois travées voûtées d'arêtes, flanquée de deux bas-côtés. L'abside renferme un maître-autel en bois doré baroque surmonté d'une Gloire entourée d'anges au-dessus d'un tabernacle sphérique. L'église est aujourd'hui confiée par l'évêque de Fréjus à la communauté Saint-Jean.
- Les ruines de l'ancienne église d'Ascau[43] : à l'ouest du village. Il ne reste qu'un pan de mur de l'ancien prieuré construit au Xe siècle[44]. Le capitulaire de Sainte-Marie de Correns nous apprend que les moines possédaient au XIe siècle vingt églises en Provence et qu'ils installèrent en 1065 le système des droits de plantation de vignes dans leur juridiction.

Dans les ruines du prieuré a été découverte une inscription latine, ainsi traduite : « sera damné quiconque transformera le prieuré en abbaye ».
Église vieille-La-Murette.
Cimetière de l'église vieille.
- Le calvaire monumental : situé à 1 km au sud-ouest du village. Croix en fer forgé placée au sommet d'une dolomie.
- Monument aux morts[47] : Conflits commémorés : Guerre franco-allemande de 1914-1918 - 1939-1945[48].

Autres éléments de patrimoines :
- Monuments place du Général-de-Gaulle[49],[50],[51].
- Le vieux-village[52] : village « descendu » : l'ancien village occupait la butte qui domine l'Argens. On y remarque de belles maisons Renaissance, des passages voûtés, des rues en escaliers, et une inscription du XVIIIe siècle, rue des Coulets. Il existe aussi un vieux lavoir avec une fontaine de 1862, fontaine aux mascarons et un vieil ormeau sur la place de l'Église.
- L'enceinte du village : quelques restes de courtines entourent le château[53].
- La tour de l'Horloge : beffroi du XVIe siècle surmonté d'un campanile cylindrique XIXe siècle[54].
- Le fort Gibron[55] : sur la butte qui domine l'Argens, vestiges d'un donjon (6,20 m x 9,30 m) en bel appareil construit à l'intérieur d'une courtine quadrangulaire (20,15 m x 24,35 m) et contre lequel s'appuie l'ancien logis des abbés de Montmajour[56]. La dénomination « Gibron » n'apparaît qu'au XVIIIe siècle (en provençal, gibre signifie givre, verglas).
- Rochers, abris défensifs[57] et grottes de Bagarède[58],[59].
- Grotte de Sous-Ville[60],[61].
- La porte Saint-Germain : classée monument historique, XIIe siècle, à herse, donne accès au vieux village.

D'après la légende, saint Germain se serait arrêté à Correns à son retour de Rome, devenant ainsi le patron du village.
- Le vieux pont[62] : à une arche, relie le vieux village construit sur la rive droite de l'Argens au faubourg de la rive gauche.
- Pont de Pontfract ; les Pardaries[63].
- Menhir de Prats-Boulins[64].
- Le château de Miraval et son jardin[65], propriété privée du couple d'acteurs américains Angelina Jolie et Brad Pitt à partir de 2008.
- Nécropole de Miraval[66].

## Personnalités liées à la commune
- Jean-Joseph Siméon (1759-1818), homme politique, député du Var de 1806 à 1810.
- Jacques Rozier (1926-2023), cinéaste de la Nouvelle Vague, auteur notamment d'« Adieu Philippine » et des « Naufragés de l'île de la Tortue », réalisa en 1956 son deuxième court métrage « Rentrée des Classes » dont l’action est située à Correns et l’interprétation assurée essentiellement par les enfants et les habitants du village. Film panthéiste, inspiré par Jean Renoir et Jean Vigo, il raconte l'école buissonnière d’un enfant du village, préférant l'immersion dans une nature foisonnante et étincelante d'une journée de fin d'été à l'enfermement dans une classe close et sombre.
- Jacques Loussier (1934-2019), compositeur et pianiste de jazz français, célèbre pour avoir fait le lien entre Bach et le jazz, fondateur du Studio Miraval.
- Le couple d'acteurs américains Angelina Jolie (1975-) et Brad Pitt (1963-) est installé dans le domaine de Miraval depuis 2008[67], et s'y sont mariés le 23 août 2014[68] (plusieurs années après leur divorce, Angelina Jolie a vendu ses parts dans le domaine).
- Le groupe britannique The Cure y a enregistré l'album Kiss Me, Kiss Me, Kiss Me en 1986[69].